# Sokndal
Sokndal ist eine Kommune im Süden des norwegischen Fylke Rogaland. Das geographische Gebiet, in dem die Kommune liegt, heißt Dalane. Das administrative Zentrum der Kommune befindet sich in Hauge i Dalane. Dort wurde 1973 der Runenstein Eikstein gefunden.
Sogndalstrand ist ein malerisches altes Fischerdorf, worin vielleicht begründet liegt, dass Sokndal die erste norwegische Kommune wurde, die Mitglied von Cittàslow wurde, einer 1999 in Italien gegründeten Bewegung zur Entschleunigung und Erhöhung der Lebensqualität in Städten.

## Bergbau

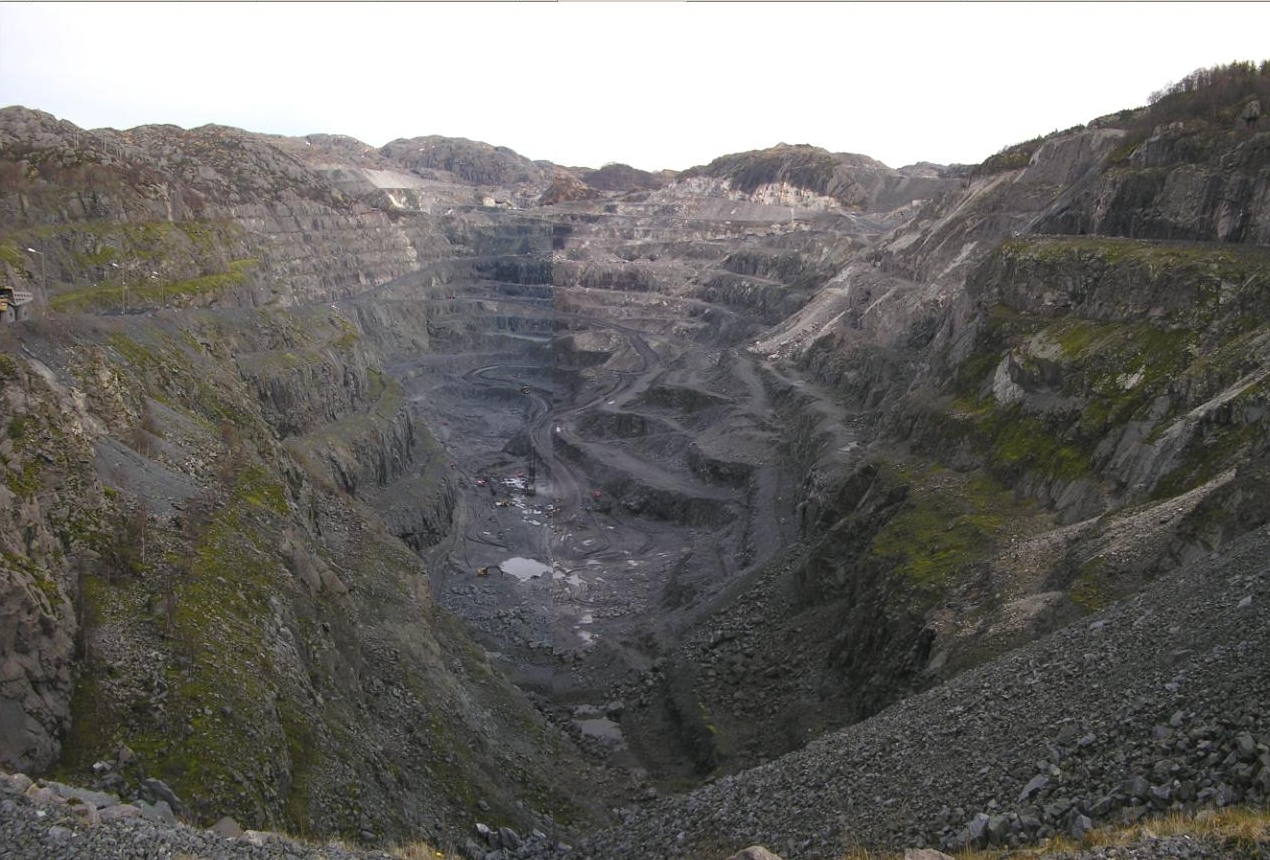
Tagebaugrube Tellness

In Hauge i Dalane betreibt die Titania A/S seit 1960 das Bergwerk Titania. Die Grube bebaut die Tellnes-Lagerstätte, die bedeutendste Eisen-Titan-Lagerstätte Europas. Die hier lagernden Reserven des Minerals Ilmenit beliefen sich 2005 auf 37 Millionen Tonnen (7 % der weltweiten Reserven). Die Produktion belief sich 2005 auf 860.000 Tonnen Ilmenitkonzentrat mit einem Durchschnittsgehalt von 44,5 % TiO2. Das entsprach 14 % der Weltproduktion. Der geförderte Ilmenit wird vorrangig in der Farben-, Kunststoff-, Papier- und Kosmetikindustrie verwendet.
Neben Ilmenit konnten in der Grube Tellnes bisher (Stand: 2011) noch 24 weitere Minerale und Varietäten nachgewiesen werden wie beispielsweise das Zirkoniumoxid Baddeleyit, das Eisenoxid Magnetit, das Nickelsulfid Millerit, das Zinksulfid Sphalerit und die Eisensulfide Chalkopyrit, Pyrit und Pyrrhotin.